# Gordon Jim
Gordon Jim es una historieta italiana de aventuras de la Casa Editrice Audace (la actual Sergio Bonelli Editore), creada por Roy D'Amy.
Fue creada en 1952 y reeditada en Avventure del West, Collana Rodeo y Tutto West.

## Argumento y personajes
Gordon Jim es un rubio aristócrata de Escocia, perteceniente a la casa de Argyll, eterna enemiga de la familia inglesa de Sutherland. Debido a un engaño perpetrado por un Sutherland, Gordon Jim es acusado de asesinato y se ve obligado a buscar refugio en Estados Unidos, durante la Guerra anglo-francesa. En América Gordon Jim conocerá a muchos personajes como el forzudo Mac Hardy y su sobrino Semedimela, el simpático Dirty Pan, la dulce Miss Arabel, enamorada del protagonista, el niño Tartufo con su zorrillo Eulalia y otros.